# Мирза, Юсиф
 Юсиф Мирза (араб. يوسف محمد احمد ميرزا الحمادي‎, англ. Yousif Mohamed Ahmed Mirza Al-Hammadi; род. 8 октября 1988 в Хаур-Факкане, ОАЭ) —  профессиональный  шоссейный велогонщик, представляющий ОАЭ, выступающий за команду мирового тура «UAE Team Emirates». Чемпион ОАЭ в групповой гонке (2010, 2013 - 2017). Чемпион ОАЭ в индивидуальной гонке (2011, 2012, 2014, 2016, 2017).

Участник летних Олимпийских игр 2016 года  в групповой гонке (не финишировал).  

## Достижения
2008
2-й - UAE International Emirates Post Tour
Чемпионат ОАЭ
3-й - Групповая гонка
3-й - Индивидуальная гонка
2009
Чемпионат ОАЭ
2-й - Групповая гонка
3-й - Индивидуальная гонка
2010
1-й  - Чемпион ОАЭ - Групповая гонка
10-й - Чемпионат Азии - Групповая гонка
2011
Чемпионат ОАЭ
1-й  - Чемпион ОАЭ - Индивидуальная гонка
4-й - Групповая гонка
2012
Чемпионат ОАЭ
1-й  - Чемпион ОАЭ - Индивидуальная гонка
2-й - Групповая гонка
1-й - Этап 3 Тур Иджена
2013
Чемпионат ОАЭ
1-й  - Чемпион ОАЭ - Групповая гонка
2-й - Индивидуальная гонка
1-й  - Tour of Al Zubarah - Генеральная классификация 
1-й  - Очковая классификация
1-й - Этапы 1 и 2
1-й - Этап 2 Тур Шарджи
2014
Чемпионат ОАЭ
1-й  - Чемпион ОАЭ - Групповая гонка
1-й  - Чемпион ОАЭ - Индивидуальная гонка
1-й  - Тур Шарджи - Генеральная классификация 
1-й  - Очковая классификация
1-й - Этап 1
1-й  - Tour of Al Zubarah - Очковая классификация 
1-й - Этапы 2 и 3
1-й  - Тур Алжира - Горная классификация
2015
Чемпионат ОАЭ
1-й  - Чемпион ОАЭ - Групповая гонка
3-й - Индивидуальная гонка
2-й  - Чемпионат Азии - Групповая гонка
2016
Чемпионат ОАЭ
1-й  - Чемпион ОАЭ - Групповая гонка
1-й  - Чемпион ОАЭ - Индивидуальная гонка
2017
Чемпионат ОАЭ
1-й  - Чемпион ОАЭ - Групповая гонка
1-й  - Чемпион ОАЭ - Индивидуальная гонка